# Esquipulas del Norte
Esquipulas del Norte è un comune dell'Honduras facente parte del dipartimento di Olancho.
Il comune venne istituito il 31 gennaio 1896 con parte del territorio del comune di Jano.